# Oriocalotes paulus
Oriocalotes paulus är en ödleart som beskrevs av  Smith 1935. Oriocalotes paulus ingår i släktet Oriocalotes och familjen agamer. Inga underarter finns listade i Catalogue of Life.